# アイナバ
アイナバ (Aynaba, Ainabo, Ainaba, Aynabo, ソマリ語: Caynaba) はソマリランドのアイナバ地区の行政中心地。水質のよい井戸があることで著名。

## 歴史

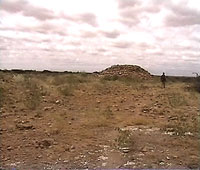
アイナバの古代遺跡

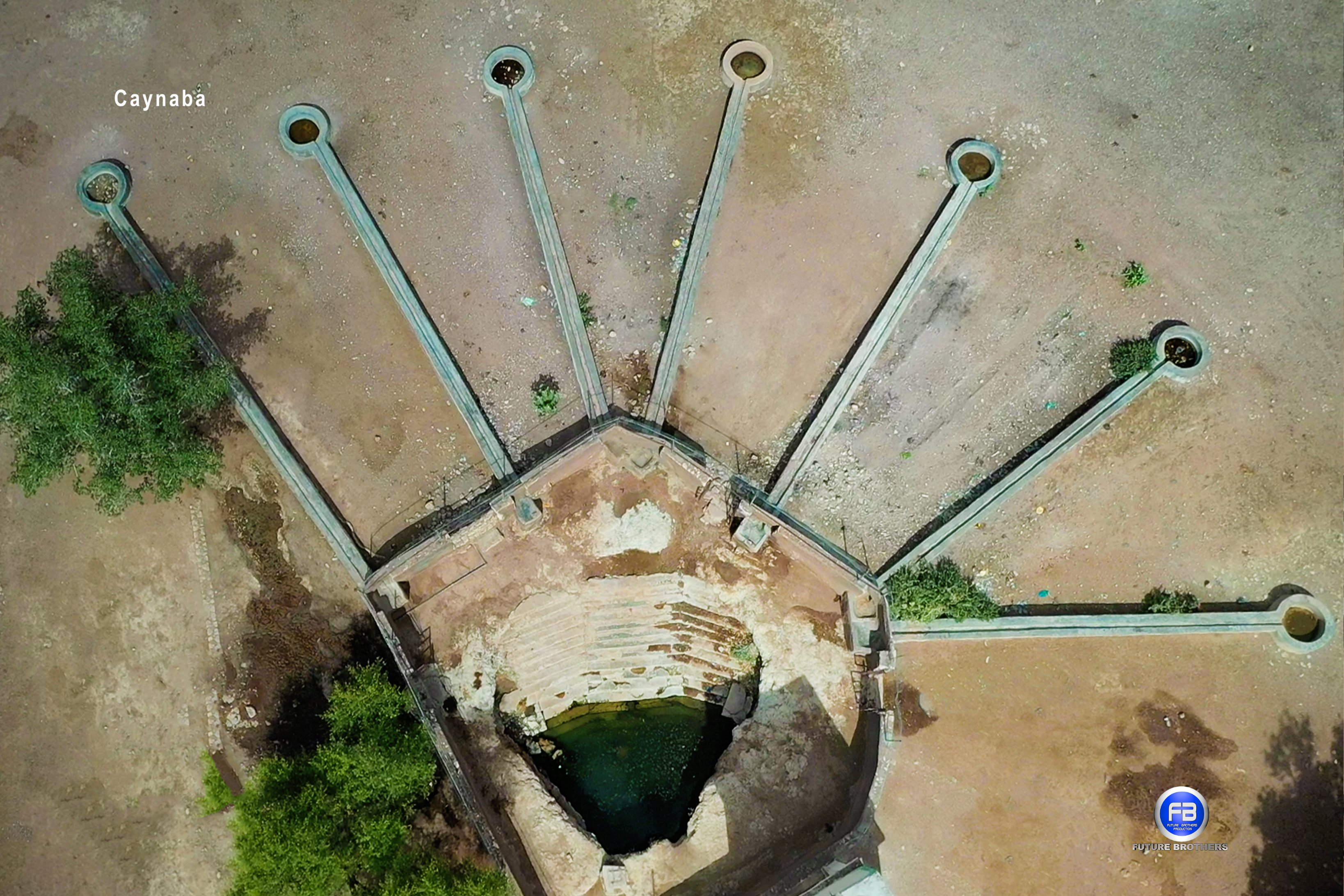
アイナバの井戸

### 19世紀
19世紀初頭から半ばにかけて、アイナバは有名な詩人であり軍事指導者でもあったカイト・フィキを中心としたスオカネ軍閥の本拠地だった。

### ダラーウィーシュ国
イギリス人から後に「マッド・ムラー」と呼ばれたサイイド・ムハンマドは、ソマリア内陸部でソマリ人同士の争いを仲裁し、仲間を増やしていった。そして、優良な井戸や放牧地で知られるアイナバに定住して、自分の仲間をダービッシュと呼び、独自の服装をさせた。
その後、サイイド・ムハンマドはドュルバハンテ氏族全体を従えて、イギリスと対立した。イギリスはイサック氏族を味方にして、アイナバに拠点を築いてドュルバハンテ氏族を攻撃した。この戦いの結果、ドュルバハンテ氏族はイギリス人によりアイナバを追放され、以後はイサック氏族の支配地域となった。

### ソマリア独立まで
1933年のイギリスの植民地報告書によると、当時ブラオからアイナバまで81マイル (130 km)、アイナバからアダド経由でエル・アフウェインまで99マイル (159 km)の道路が通っている
。
1950年代にこの辺りにサーリヒー教団が設立され、この地に元々あったカーディリー教団と対立が生じた。この対立は、血統、氏族の対立と結びつき、1955年にはアイナバで両教団の闘争が発生し、13人が逮捕された。

### ソマリア独立後
1974年から1975年にかけて、ソマリア北部が干ばつとなった。しかし、当時のソマリア大統領モハメド・シアド・バーレは、現在のソマリランドに相当する地域の支援を行わず、その東のベアー、アイナバ、タレーにのみ難民キャンプを作った。その後、難民はソマリア南部（主にマルカ）に移住させられ、そこで農作業に当たるよう言われたが、彼らは遊牧民が多かったため、農作業になじめずに湾岸諸国、主にサウジアラビアに移住した。一方、当時ソマリアを支援していたソビエト連邦は、この地域の住民に漁業を指導し、ドュルバハンテ氏族もインド洋などに漁に出かけるようになった。

### ソマリア内戦後
1991年、ソマリランドの前身である「ソマリ国民運動」は、ガダブルシ氏族をガビレイから追放し、ハダフティモのワルサンゲリ氏族を攻撃し、ドュルバハンテ氏族をアイナバから追放した。
2003年1月、プントランドでアブドゥラヒ・ユスフとジャマ・アリー・ジャマが対立して内戦状態となり、やがてジャマ・アリー・ジャマの軍が不利となってプントランド西部に逃亡した。その結果、プントランドの与党となったアブドゥラヒ・ユスフの政権は、ソマリランドがジャマ・アリー・ジャマ軍にエリガボ、アイナバ、エル・アフウェインなどソマリランド領内の基地を提供したとして、ソマリランドを非難した。
2011年7月、アイナバの保健省を解雇された者がその理由を質問したところ、女性1人を含む5人が逮捕された。
2016年8月、サナーグ地域の自称国家チャツモ国の情報長官がソマリランドの第三国定住長官とアイナバで会談し、チャツモ国とソマリランドの対話が再開された。
2014年7月、アイナバで女性のレイプ被害が増加していると報道された。
2017年2月、チャツモ国の大統領アリ・カリフ・ガライドがアイナバでソマリランド大統領と会談し、チャツモ国領土でソマリランド憲法を再開すること、チャツモの軍がソマリランド軍の一部となることなどが合意された。一般的にはこれでチャツモ国がソマリランドに合併されたとみられているが、チャツモ国副大統領のアブドゥル・アグルーレはチャツモ国の大統領就任を宣言し、プントランドと共にスール地域を取り戻すと表明した。
2018年の調査によるとアイナバに国内避難民が集まっており、その理由は旱魃によるもので、アイナバが避難先に選ばれたのは水源があるためだった。
2019年5月、アイナバで豪雨の被害があった。
2019年7月、ソマリランド法でアイナバ地区をB地区に昇格してほしいという住民の要求が却下され、C評価となったことに抗議して、アイナバでは幹線道路が封鎖され、タイヤを燃やす抗議が行われた。

2019年11月、アイナバ地区にあるブロックSL10B/13と呼ばれる場所について、イギリスに本社があるGenel energy社は、ここに13億バレル、日産5万バレルの油田があると推定している（油田の規模感については油田の一覧を参照）。
2020年11月、スール地域が干ばつとなり、アイナバでは家畜や食肉市場の業者が収入源を失って子供が学校をやめる事態になったと報道されている。

## 人口動態
1952年、イギリス領ソマリランドの時代にイギリス人が書いた報告によると、当時アイナバに住んでいた氏族は、ダロッド氏族のドュルバハンテ、およびイサック氏族のハバル・ユーニス、ハバル・ジェロだった。
2005年のアイナバの人口は75,072人だった。
2016年の欧州庇護支援事務所の報告書によると、アイナバの主な住民はハバル・ジェロ。

## 行政
- アイナバ地区市長（Maayarka Degmada Caynaba）
  - Faysal Axmed Jaamac (Faysal Sanweyne), 2014[21]
  - Cabdiqani Axmed X Yuusuf, 2019[22]